# Josep Piqué
Pour les articles homonymes, voir Piqué (homonymie).
Josep Piqué i Camps est un homme d'affaires et un homme politique espagnol né le 21 février 1955 à Vilanova i la Geltrú et mort le 6 avril 2023 à Madrid. Il est membre du Parti populaire (PP).
Fils du dernier maire franquiste de sa ville natale, il est diplômé en droit et sciences économiques de l'université de Barcelone. Il est haut fonctionnaire de la généralité de Catalogne à la fin des années 1980 puis rejoint le secteur privé.
Il entre en politique en 1996, comme ministre de l'Industrie de José María Aznar, qui lui confie deux ans plus tard les responsabilités de porte-parole du gouvernement. Il adhère en 1999 au Parti populaire. L'année suivante, il devient député de Barcelone et ministre des Affaires étrangères.
Il passe ministre de la Science en juillet 2002 et prend trois mois plus tard la présidence du Parti populaire de Catalogne (PPC). Investi chef de file aux élections catalanes de novembre 2003, il démissionne de l'exécutif espagnol deux mois plus tôt. Il mène à nouveau le PPC au scrutin anticipé de novembre 2006, mais échoue dans les deux cas à être décisif pour empêcher les socialistes de gouverner la communauté autonome.
Il démissionne moins d'un an plus tard de la direction régionale du PP, s'estimant désavoué par le secrétaire général national Ángel Acebes en août 2007. Il met ainsi un terme à sa vie politique et retourne dans le secteur privé.

## Famille
Josep Piqué i Camps naît le 21 février 1955 à Vilanova i la Geltrú, dans la province de Barcelone. Il est le fils de Josep Piqué Tetas, mort en 2017 à l'âge de 89 ans, dernier maire franquiste de sa ville natale, et qui échoue en 1979 à se faire élire démocratiquement.

## Formation et carrière
Josep Piqué est docteur en sciences économiques et de l'entreprise et licencié en droit de l'université de Barcelone, où il a fait partie de la même promotion que la future ministre Anna Birulés. Il y a par ailleurs enseigné la théorie économique.
En 1986, il est nommé directeur général de l'Industrie de la Généralité de Catalogne mais démissionne en 1988. Dès l'année suivante, il devient président du groupe chimique Ercros et membre du comité directeur du Cercle d'économie de Barcelone. Il abandonne la présidence d'Ercros en 1992 et obtient celle du Cercle de 1995 à 1996.
Le 12 novembre 2007, quelques semaines après avoir abandonné la vie politique, il est désigné président de la compagnie aérienne à bas coût Vueling Airlines, qui siège à Barcelone. Il remet sa démission le 10 août 2013, après que l'entreprise a été rachetée par la holding International Airlines Group.

## Ministre de José María Aznar

### Premier gouvernement
Josep Piqué milite politiquement à l'extrême gauche dans sa jeunesse. Il intègre initialement l'Organisation communiste d'Espagne – Drapeau rouge (OCE-BR, marxiste-léniniste et maoïste) puis adhère au Parti socialiste unifié de Catalogne (PSUC, communiste et catalaniste).
Le 6 mai 1996, Josep Piqué est nommé à 41 ans ministre de l'Industrie et de l'Énergie dans le premier gouvernement du conservateur José María Aznar. Il compte parmi les trois ministres n'appartenant pas au Parti populaire (PP),. Environ deux ans plus tard, le 13 juillet 1998, il devient porte-parole du gouvernement, officiellement non pourvu depuis deux ans mais occupé de facto par Miguel Ángel Rodríguez.
Il adhère le 28 janvier 1999 au Parti populaire (PP), à la veille de l'ouverture du XIIIe congrès national, avec les parrainages d'Aznar et de Javier Arenas. Il est aussitôt intégré au comité exécutif national. Cette double information constitue la principale surprise d'un congrès dépourvu d'incertitudes.

### Second gouvernement
Pour les élections générales du 12 mars 2000, Josep Piqué est investi tête de liste du PP dans la circonscription de Barcelone. Élu au Congrès des députés, il est promu le 28 avril ministre des Affaires étrangères du gouvernement Aznar II, un exécutif présenté comme plus centriste que le précédent. Il abandonne ses fonctions de porte-parole.
À l'occasion du vaste remaniement ministériel du 10 juillet 2002, il est transféré à la direction du ministère de la Science et de la Technologie, cédant ses fonctions à Ana Palacio. Comptant parmi les rares ministres en fonction depuis l'accession au pouvoir d'Aznar, son changement d'affectation est destiné à lui libérer du temps au profit de la politique en Catalogne, son nom étant cité comme chef de file aux élections catalanes du 16 novembre 2003.

## Figure politique en Catalogne

### Président du PP catalan
Quelques semaines plus tard, le 19 octobre, Josep Piqué est élu président du Parti populaire de Catalogne (PPC) par 93 % des voix des délégués au Xe congrès régional. Il a alors pour objectif d'égaler au scrutin régional le résultat de 22,8 % des voix obtenu lors des élections générales et de faire du PPC « un parti de gouvernement en Catalogne » en défendant un « catalanisme réformateur et intégrateur ». Il assume ainsi la nécessité d'une réforme du statut d'autonomie de la Catalogne tout en revendiquant être au service des Espagnols nés en Catalogne et ceux qui y sont arrivés plus tard.
Dans la perspective des élections au Parlement de Catalogne, il est relevé de ses responsabilités ministérielles le 4 septembre 2003 et remplacé par le secrétaire d'État Juan Costa, qu'il avait lui-même suggéré au président du gouvernement comme successeur quelques jours auparavant.

### Candidat à la présidence de la Généralité
Au cours du scrutin, le PPC capte quasiment 100 000 suffrages de plus qu'en 1999, faisant élire 15 députés, soit trois de plus que sous la législature sortante. Malgré l'amélioration que ce résultat représente, il n'atteint pas le record de 17 sièges obtenus en 1992, ne permet pas d'atteindre la majorité absolue avec les nationalistes de Convergence et Union (CiU) au pouvoir et le relègue derrière la Gauche républicaine de Catalogne (ERC). Qualifiant ce résultat de « très bon », il dénonce le « suivisme » du Parti des socialistes de Catalogne (PSC) et de CiU qui explique, selon lui, la percée d'ERC,. Il est réélu, le 27 novembre 2004, président du Parti populaire de Catalogne par 81 % des voix, l'ex-député José Ignacio Llorens ayant appelé à un « vote-sanction » contre Piqué après ne pas avoir réussi à réunir assez de parrainages pour se présenter contre lui.
À nouveau chef de file du Parti populaire aux élections catalanes anticipées du 1er novembre 2006, il remporte 14 sièges et échoue à être décisif pour constituer le nouveau gouvernement, la majorité de gauche sortante se trouvant reconduite. Malgré cette perte d'un élu, ce résultat est une bonne résistance du PP, affecté par sa défaite aux élections générales du 14 mars 2004.

## Retraite politique
Josep Piqué annonce le 19 juillet 2007 sa démission immédiate et irrévocable de la présidence du PPC et son retrait de la vie politique. Il avait déjà été tenté de se retirer 18 mois plus tôt mais en avait été empêché par le président du Parti populaire, Mariano Rajoy. Il justifie sa décision par le « désaveu » que constituerait la formation du comité de campagne du PP catalan pour les élections générales du 9 mars 2008 sur ordre direct du secrétaire général national Ángel Acebes, ce qui serait perçu au sein du parti comme une reprise en main par Madrid.
Le 30 novembre 2008, le quotidien El Pais affirme, sur la base d'un document secret du ministère des Affaires étrangères, qu'il était au courant du passage par le territoire espagnol d'avions américains transportant des prisonniers au camp de Guantanamo au début de l'année 2002.
Il exerce depuis son départ de la vie politique la fonction PDG de l'entreprise de construction Villar Mir, OHL.

## Mort
Josep Piqué meurt le 6 avril 2023 à l'hôpital du Douze-Octobre à Madrid, à l'âge de 68 ans. 
Sa mémoire est saluée par le président du gouvernement et secrétaire général du Parti socialiste, Pedro Sánchez, le président du Parti populaire, Alberto Núñez Feijóo, le président de la généralité de Catalogne, Pere Aragonès, le chef de l'opposition en Catalogne, Salvador Illa, l'ancien président du gouvernement, José María Aznar, ou sa successeure au ministère des Affaires étrangères, Ana Palacio.